# Голуби (Бурынский район)
Голуби (укр. Голуби) — село,
Бижевский сельский совет,
Бурынский район,
Сумская область,
Украина.
Код КОАТУУ — 5920980803. Население по переписи 2001 года составляло 98 человек .

## Географическое положение
Село Голуби находится на левом берегу реки Биж,
выше по течению на расстоянии в 3 км расположено село Бижевка,
ниже по течению на расстоянии в 2,5 км расположено село Озёрное (Недригайловский район),
на противоположном берегу — село Биж (Недригайловский район).
Рядом проходит автомобильная дорога Т-2504.